# Crungus

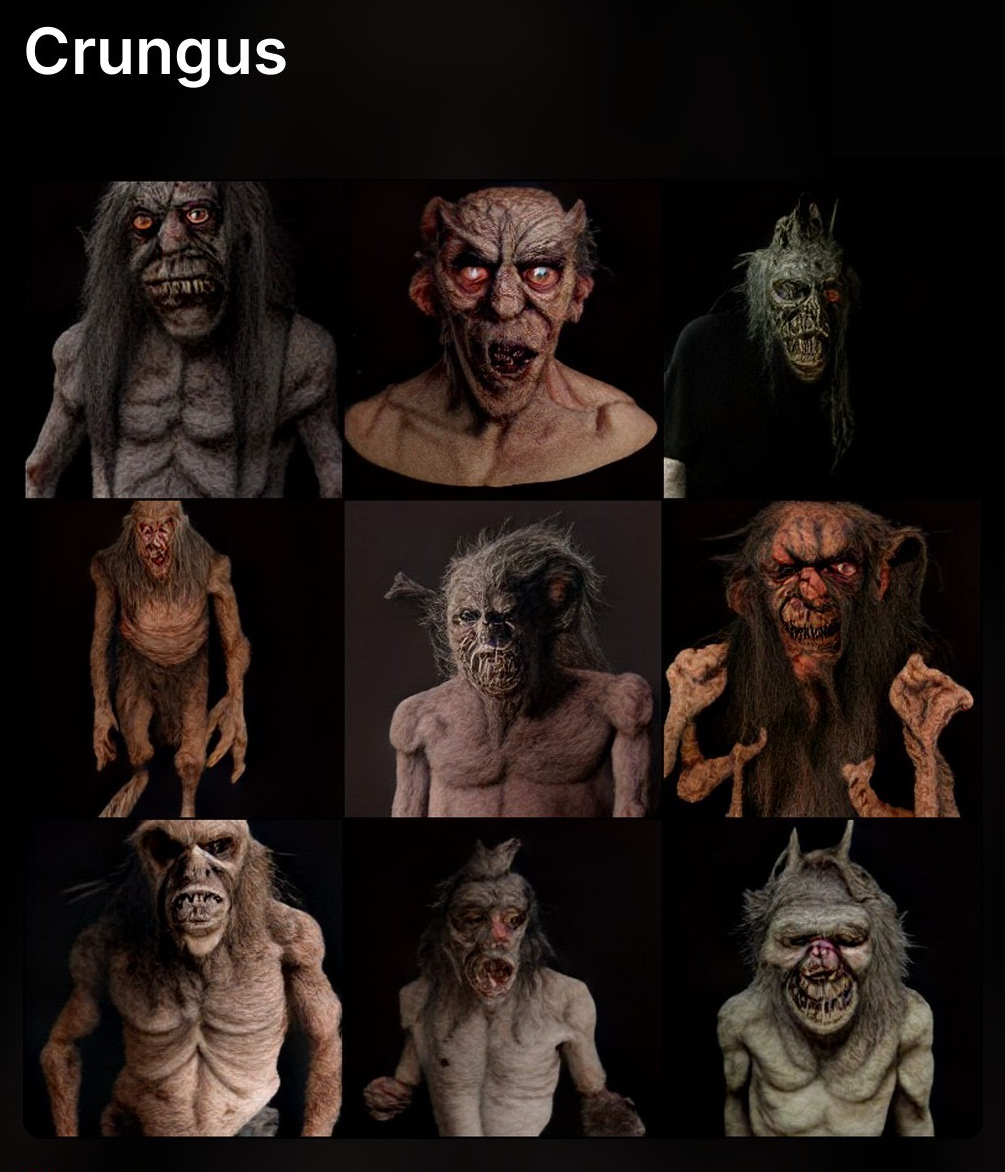
Aspecto típico de Crungus

Un Crungus es una criatura imaginaria, a la que a veces también se denomina críptido digital. El nombre en sí es una palabra inventada que se le ocurrió al streamer de Twitch y actor de voz Guy Kelly y luego lo introdujo en Craiyon, un sistema de inteligencia artificial que genera imágenes y que generó imágenes de Crungus.
Más tarde tuiteó sobre esto, lo que dio lugar a un larguísimo hilo de reacciones y experimentos con "Crungus" y variaciones de esta frase de solicitud (prompt) a la IA también en diferentes motores. Aunque hay algunas definiciones del término "crungus" en el Urban Dictionary, la mayoría de las cuales tienen que ver con la suciedad que se acumulan bajo las uñas, no había ningún resultado de la búsqueda de Google para el término que se pareciera al monstruo que Craiyon generó.

## Orígenes
No está claro por qué al introducir la palabra inventada Crungus en Craiyon generaba consistentemente imágenes de una criatura monstruosa inexistente. Kelly cree que la explicación más probable es un error en los modelos del software de IA. Aunque se contempló la posibilidad de que tuviera relación con el término Krampus, esa idea fue rápidamente desechada. Pese a que la figura mítica con cuernos de la región alpina tiene un nombre similar y su máscara se parece, el término "Krampus" en Craiyon genera imágenes completamente diferentes a Crungus.